# موزه آمستردام

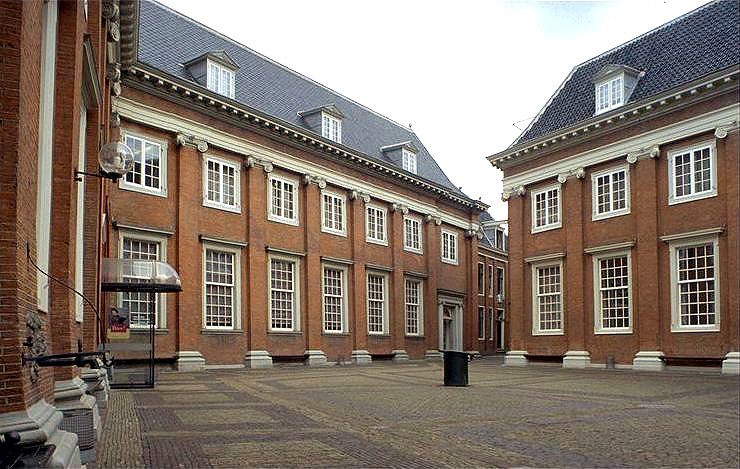
موزه در محل سابق «یتیم‌خانه آمستردام» که سابقاً صومعه بود، قرار دارد.

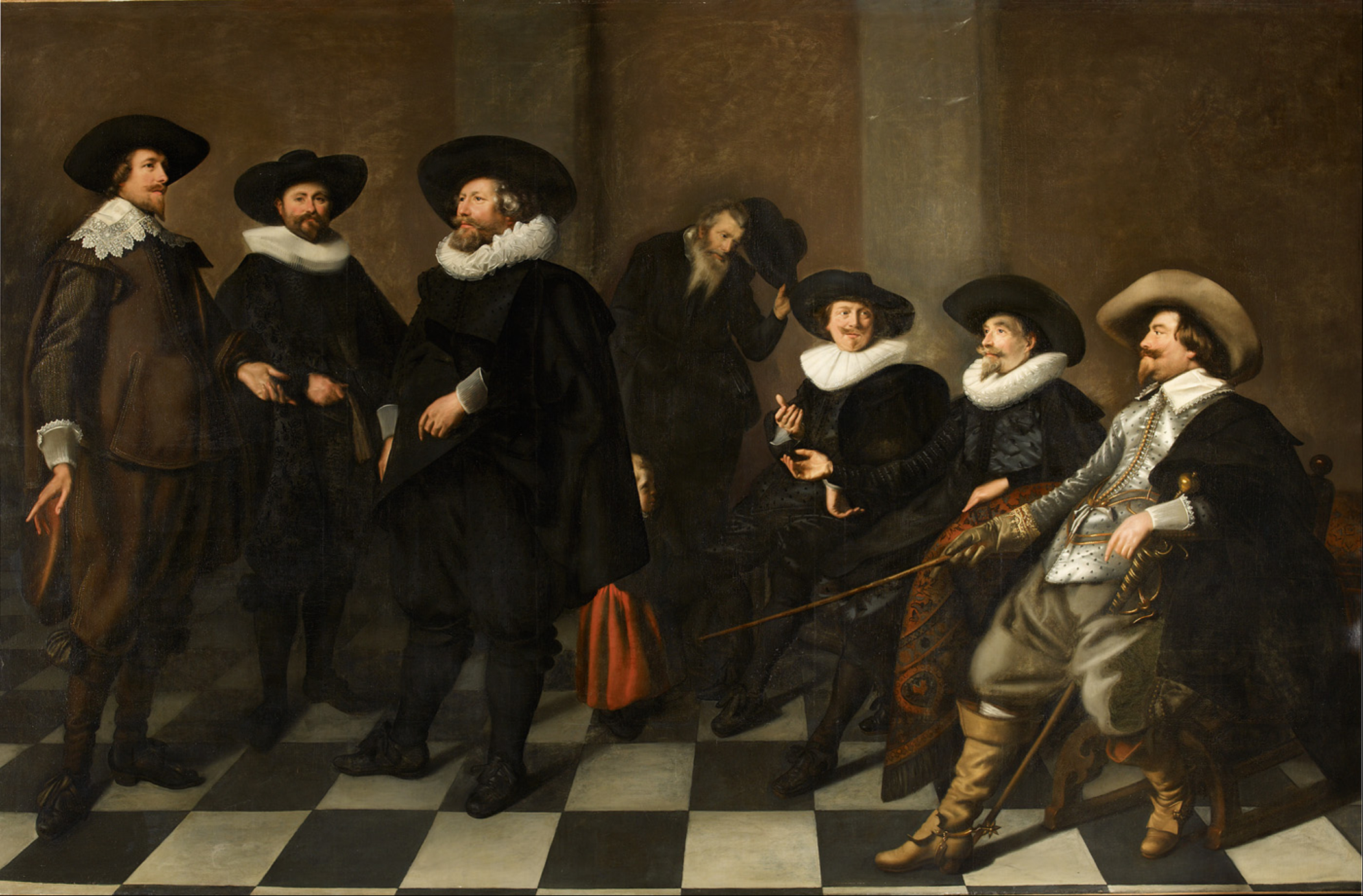
یکی از آثار متعلق به موزه آمستردام، اثر آبراهام د ورایز.

موزه آمستردام (به هلندی: Amsterdam Museum) یکی از موزه‌ها در آمستردام، هلند است. این موزه به تاریخ و پیشینه شهری آمستردام می‌پردازد. موزه آمستردام در خیابان کالورسترات واقع شده‌است.